# Апланат

«Апланат» («Рапід Ректілінеар»).
Принципова схема.

Апланат (від грец. а — заперечна частка і plane — блукання, відхилення, помилка) — об'єктив, у якому виправлено сферичну і хроматичну аберації, кому і дисторсію, а астигматизм виправлено для порівняно невеликого кутового поля. Апланат складається з двох ахроматичних лінз, між якими розташовано діафрагму.
Назву «Апланат» (нім. Aplanat) дав Гуго Штайнгель (нім. Hugo Adolph Steinheil) своєму об'єктиву, створеному 1866 року. Практично одночасно, з різницею в кілька тижнів, ідентичний об'єктив запропонував Джон Далльмеєр (англ. John Henry Dallmeyer) під назвою Rapid Rectilinear.

## Особливості конструкції, історія
Для однолінзових об'єктивів дисторсія є нерозв'язною проблемою. Тому, одночасно з появою фотографії, почалися спроби створення ортоскопічних об'єктивів симетричної конструкції. При цьому апертурна діафрагма, розташована між двома однаковими компонентами об'єктива, виконувала роль площини симетрії всієї системи. Така конструкція, реалізована Гуго Штайнгайлем у об'єктиві «Перископ», ефективно усувала дисторсію, але мала виражену хроматичну аберацію. 1841 року Томас Девідсон (англ. Thomas Davidson) зібрав симетричний об'єктив з двох ахроматів Шарля Шевальє (фр. Charles Louis Chevalier), а 1844 року схожу конструкцію з двох однакових менісків створив Джордж Канделл (англ. George Smith Cundell).

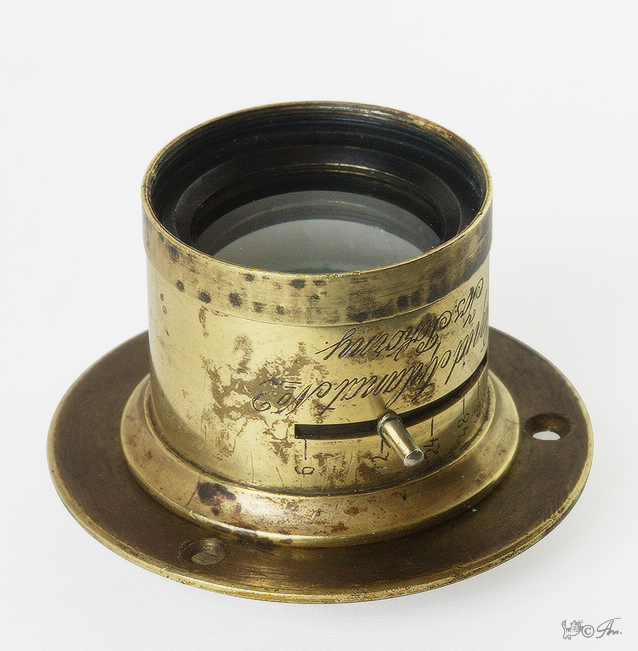
Об'єктив «Rapid Aplanat» кінця XIX століття

Однак, ці експерименти ставилися швидше за здогадкою, ніж на підставі наукових розрахунків. І тільки на 1860 рік, після того, як Роберт Боу і Томас Саттон створили теорію спотворень, було доведено, що за допомогою симетрії можна усунути не тільки спотворення, але й такі аберації, як хроматизм збільшення і кому. Також розробці апланатів, деякою мірою, сприяло створення 1857 року Томасом Граббом ахроматичного об'єктива зі значно виправленою сферичною аберацією. Конструктивно, цей ахромат відрізнявся меніскоподібністю лінз. Саме з ахроматів такого типу і складалися як Aplanat, так і Rapid Rectilinear. За умови виправлення сферичної аберації можна використати ахромати будь-яких типів.
Астигматизм апланатів залежить від відстані між компонентами (іноді перевищує половину фокусної), і, часто, має невелику від'ємну величину. Таке рішення дозволяє незначно виправити «середню» кривину поверхні зображення. Однак, зменшення різкості по полю зображення залишається настільки інтенсивним, що кутове поле апланатів не перевищує 25-30°. З цієї ж причини світлосила апланатів, як правило, невелика і обмежувалася f/8 (хоча, може досягати і f/3,0).
Отже, в межах деякого поля зображення, апланат вільний від чотирьох з п'яти монохроматичних аберацій Зейделя (сферична аберація, кома, астигматизм і дисторсія). І від двох хроматичних аберацій (поздовжнього хроматизму і хроматизму збільшення).

## Застосування
Разом з об'єктивом Пецваля, апланат був основним типом об'єктив, що використовувався фотографами в кінці XIX і початку XX століть. Але вже до 1920-х його витіснили анастигмати, які забезпечували значно кращу різкість по всьому полю зображення, і вищу світлосилу за менших габаритних розмірів.
Пізніше, значно модифіковані, апланати застосовувалися як кінопроєкційні об'єктиви, переважно, завдяки простоті конструкції і дешевизні виготовлення. Світлосила таких апланатів досягала f/1,6. Хоча, зважаючи на обсяг модифікацій, відносити ці об'єктиви до апланатів можна тільки умовно.